# Fresnay-sur-Sarthe
Fresnay-sur-Sarthe è un comune francese di 2 231 abitanti situato nel dipartimento della Sarthe nella regione dei Paesi della Loira.

## Società

### Evoluzione demografica
Abitanti censiti